# Jedynka Aleksandrów Łódzki
Le Jedynka Aleksandrów Łódzki est un club féminin de volley-ball polonais fondé en 1995  et  basé à Aleksandrów Łódzki, évoluant pour la saison 2012-2013 en 1. liga.

## Effectifs

### Saison 2012-2013
Entraîneur : Mariusz Bujek  Pologne